# Chruszczonowicze
Chruszczonowicze (biał. Хрышчонавічы, Chryszczonawiczy; ros. Хрищеновичи, Chriszczenowiczi) – wieś na Białorusi, w obwodzie grodzieńskim, w rejonie świsłockim, w sielsowiecie Porozów.

## Historia
W dwudziestoleciu międzywojennym leżały w Polsce, w województwie białostockim, w powiecie wołkowyskim, w gminie Porozów. W 1921 miejscowość liczyła 112 mieszkańców, zamieszkałych w 28 budynkach, w tym 64 Białorusinów i 48 Polaków. 106 mieszkańców było wyznania prawosławnego i 6 rzymskokatolickiego.
Po II wojnie światowej w granicach Związku Sowieckiego. Od 1991 w niepodległej Białorusi.